# 도나 딕슨

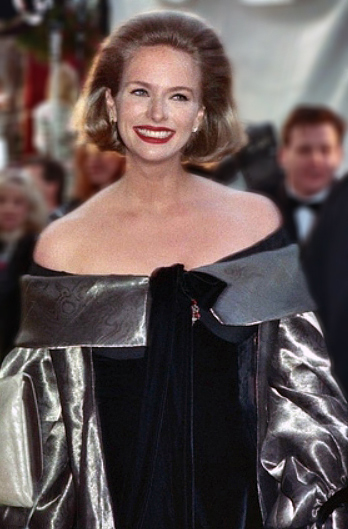

도나 딕슨(Donna Dixon, 1957년 7월 20일 ~ )는 미국의 모델, 텔레비전 배우, 영화배우이다.
알렉산드리아에서 태어났다.

## 영화
- 닉슨 (1995년)
- 웨인즈 월드 (1992년)
- 스피드 존 (1989년)
- 뜨거운 애정 게임 (1988년) - 신시아 밋첼 역
- 비밀의 목소리 (1988년)
- 스파이 대소동 (1985년) - 카렌 보이어 역
- 무인지대 (1984년)
- 환상 특급 (1983년)
- 바솜 버디스 (1980년)
- 사랑의 유람선 (1977년)